# Carlos da Silva
Carlos Da Silva (Setúbal, 22 gennaio 1984) è un dirigente sportivo, ex calciatore e allenatore di calcio portoghese con cittadinanza svizzera, coordinatore del dipartimento sportivo del Lugano.

## Caratteristiche tecniche
Esterno destro, può giocare come esterno sinistro o ala su entrambe le fasce. Durante la carriera è stato schierato anche da terzino destro, da trequartista e anche nella posizione di mediano.

## Carriera

### Club
Inizia la sua carriera nel Grasshoppers, collezionando, in due anni, 35 presenze e 2 reti in Super League.
L'11 luglio 2005 si trasferisce, in prestito, al Sciaffusa. Dopo una stagione, conclusa con 33 gare e 2 gol, viene riscattato. Vi resta per altre due stagioni, disputando 60 gare segnando 6 reti in Super League e in Challenge League.
Il 18 luglio 2008 viene acquistato dal Lugano

## Statistiche

### Presenze e reti nei club
Statistiche aggiornate al 19 agosto 2011.
| Stagione           | Squadra            | Campionato         | Campionato | Campionato | Coppe nazionali | Coppe nazionali | Coppe nazionali | Coppe continentali | Coppe continentali | Coppe continentali | Altre coppe | Altre coppe | Altre coppe | Totale | Totale |
| Stagione           | Squadra            | Comp               | Pres       | Reti       | Comp            | Pres            | Reti            | Comp               | Pres               | Reti               | Comp        | Pres        | Reti        | Pres   | Reti   |
| ------------------ | ------------------ | ------------------ | ---------- | ---------- | --------------- | --------------- | --------------- | ------------------ | ------------------ | ------------------ | ----------- | ----------- | ----------- | ------ | ------ |
| 2003-2004          | Grasshoppers       | SL                 | 22         | 1          | -               | -               | -               | -                  | -                  | -                  | -           | -           | -           | 22     | 1      |
| 2004-2005          | Grasshoppers       | SL                 | 13         | 1          | -               | -               | -               | -                  | -                  | -                  | -           | -           | -           | 13     | 1      |
| Totale Grasshopper | Totale Grasshopper | Totale Grasshopper | 35         | 2          | -               | -               | -               | -                  | -                  | -                  | -           | -           | -           | 35     | 2      |
| 2005-2006          | Sciaffusa          | SL                 | 33         | 2          | -               | -               | -               | -                  | -                  | -                  | -           | -           | -           | 33     | 2      |
| 2006-2007          | Sciaffusa          | SL                 | 27         | 1          | -               | -               | -               | -                  | -                  | -                  | -           | -           | -           | 27     | 1      |
| 2007-2008          | Sciaffusa          | CL                 | 33         | 5          | CS              | 3               | 1               | -                  | -                  | -                  | -           | -           | -           | 36     | 6      |
| Totale Sciaffusa   | Totale Sciaffusa   | Totale Sciaffusa   | 93         | 8          | -               | 3               | 1               | -                  | -                  | -                  | -           | -           | -           | 96     | 9      |
| 2008-2009          | Lugano             | CL                 | 29+2       | 10         | CS              | 2               | 2               | -                  | -                  | -                  | -           | -           | -           | 33     | 12     |
| 2009-2010          | Lugano             | CL                 | 28+2       | 16         | CS              | 3               | 1               | -                  | -                  | -                  | -           | -           | -           | 33     | 17     |
| 2010-2011          | Lugano             | CL                 | 19         | 1          | CS              | 3               | -               | -                  | -                  | -                  | -           | -           | -           | 22     | 1      |
| 2010-2011          | Lugano U21         | PL                 | 2          | 1          | -               | -               | -               | -                  | -                  | -                  | -           | -           | -           | 2      | 1      |
| 2011-2012          | Lugano             | CL                 | 26         | 5          | CS              | 1               | 1               | -                  | -                  | -                  | -           | -           | -           | 27     | 6      |
| 2012-2013          | Lugano             | CL                 | 34         | 5          | CS              | 2               | -               |                    |                    |                    |             |             |             | 36     | 5      |
| Totale Lugano      | Totale Lugano      | Totale Lugano      | 136+4      | 37         | -               | 11              | 4               | -                  | -                  | -                  | -           | -           | -           | 151    | 41     |
| Totale Carriera    | Totale Carriera    | Totale Carriera    | 208+4      | 40         | -               | 9               | 2               | -                  | -                  | -                  | -           | -           | -           | 221    | 42     |